# فرودگاه دنیل‌اوو
فرودگاه دنیل‌اوو (به انگلیسی: Danilovo) یک فرودگاه نظامی است که یک باند فرود بتن دارد و طول باند آن ۲۳۵۰ متر است. این فرودگاه در شهر یوشکار اولاً کشور روسیه قرار دارد و در ارتفاع ۱۱۷ متری از سطح دریا واقع شده‌است.